# Pick-Up Artist
Pick-Up Artist (PUA), letteralmente "artista del rimorchio", identificato anche come dating coach, la comunità di seduzione o la comunità di pick-up, è un movimento di uomini il cui obiettivo è la seduzione e il successo sessuale con le donne. La comunità esiste attraverso newsletter e blog su Internet e viene promossa attraverso un ampio marketing (ad esempio banner pubblicitari, seminari, corsi online, coaching individuale), vendita di libri e DVD, forum e gruppi, nonché club locali, noti come "tane".
L'ascesa della "scienza della seduzione", del "gioco" o del "carisma studiato" è stata attribuita all'interpretazione personale di norme sociali e relazionali tra i sessi che si sono sviluppate in seguito ad un aumento percepito dell'uguaglianza delle donne nella società occidentale e dei cambiamenti ai ruoli di genere tradizionali. I commentatori dei media hanno spesso descritto il "gioco" proposto dai pick-up artists come sessista e misogino.

## Sintesi
Numerosi dating coaches o pickup artists lavorano sulla propria abilità nel "gioco" tentando di migliorare le proprie conoscenze nell'ambito della psicologia, nella propria autostima in numerosi giochi psicologici, competenze sociali e apparenza (basata su fattori come l'allenamento fisico, la moda nel vestire, il gusto estetico in generale) nonché in pratiche di adescamento. Numerosi membri della community credono che l'abilità nel "gioco" si debba affinare attraverso la pratica abituale, con la convinzione che le abilità per interagire e per sedurre le donne siano fattori migliorabili e affinabili secondo regole precise.
I pick-up artist utilizzano un proprio linguaggio gergale e una serie di acronimi per descrivere le dinamiche uomo-donna e l'interazione sociale tra i sessi. Per esempio particolarmente diffuso nella community è l'acronimo AFC (Average Frustated Chump, lett. "idiota frustrato medio") termine coniato dal "pick-up coach" Ross Jeffries per descrivere gli uomini incompetenti nel sedurre le donne.

## Teoria
Le strategie originali del "gioco" definite da Jeffries si basano sulla programmazione neurolinguistica (chiamata anche NLP, acronimo di neuro-linguistic programming), una teoria che afferma una supposta connessione tra processi neurologici, linguaggio e comportamento riconosciuta attraverso l'esperienza. Il pick-up artist suppone che attraverso la conoscenza della connessione di questi elementi una persona riesca a migliorare le proprie tattiche e strategie di seduzione. La NLP è ritenuta una pseudoscienza unanimemente dalla comunità scientifica e i suoi metodi non mostrano alcuna efficacia concreta.
Jeffries propone di imitare il comportamento di appositi esperti della seduzione al fine di imitare i loro metodi ed imparare ad attirare l'interesse delle donne attraverso la programmazione neurolinguistica.
Come già specificato, la comunità ha una sua particolare terminologia,che utilizza termini comuni presi da diversi ambiti con particolari concezioni di significato. 
Il gergo pick-up si basa essenzialmente sulle seguenti terminologie:
- Militare/bellica: per esempio una donna, in quanto potenziale oggetto di seduzione, è definita bersaglio.
- Sportiva: per esempio il processo di seduzione ha il nome di "gioco";
- Economica: per esempio, nella community le supposte strategie di seduzione "alzerebbero il proprio valore" (degli uomini che le usano) e "diminuirebbero il valore" del potenziale bersaglio[8].

La ripresa della terminologia di ambiti estranei è parte di un processo chiamato framing, che implica la ricontestualizzazione di una situazione nella prospettiva di un'altra situazione diversa, come quelle appunto dell'ambito militare, sportivo o economico.

## Supposta applicazione delle teorie
Nella community dei "pick-up artists" ci sono diverse "scuole di pensiero" che promuovono differenti strategie di approccio. Questi approcci possono passare da essere estremamente indiretti e subdoli (iniziando spesso con una semplice conversazione da cui scaturirebbe il flirt) a metodi in cui l'attrazione e l'interesse per il "bersaglio" vengono direttamente e platealmente esplicitati. La maggior parte delle teorie dei pick-up artists vengono accomunate dalla distinzione tra "gioco interiore" e "gioco esteriore", dove il primo si riferisce a tecniche dirette a migliorare la propria sicurezza, l'autostima e la psicologia mentre il secondo si riferisce all'interazione concreta con le altre persone. I "pick-up artists" hanno frequentemente rapporti con gruppi di auto-aiuto ma anche con gruppi relativi alle sottoculture della cosiddetta manosfera (o uomosfera) come gruppi per i diritti degli uomini, mascolinisti, comunità incel ("celibi involontari"), MGTOW nonché con altri gruppi di "pick-up artists".
Ross Jeffries afferma di utilizzare tecniche basate principalmente sulla programmazione neuro-linguistica per ottenere conquiste sessuali. Un altro "pick-up artist", Erik von Markovik affermò di aver sviluppato una strategia chiamata "Mystery Method". Il Mystery Method concepisce la seduzione come un processo lineare che coinvolge tre fasi (attrazione, creare conforto e seduzione) ognuna delle quali consisterebbe in tecniche apposite.
Il "Negging" (derivato dall'abbreviazione di "negative feedback"), una delle tecniche più famose e controverse di approccio propugnate da von Markovik e divenuta popolare tra i PUA, è stata descritta come la pratica di manipolazione emotiva che consiste nel fare continui complimenti volutamente ambigui alle donne col fine di instillare vulnerabilità e diminuire la loro autostima (come ad esempio "belle unghie – sono vere?"), o di negare ad una donna conferme precise, apprezzamenti e attenzioni particolari; ciò porterebbe una donna, secondo i PUA, a voler cercare volutamente ciò che l'uomo le nega.
Tra le varie tecniche di "rimorchio" dei PUA vi sono anche tattiche che vengono definite con l'intento di rompere "la resistenza dell'ultimo minuto" (last-minute resistance, LMR), che verrebbero utilizzate per convincere una donna ad avere un rapporto sessuale anche dopo che ha espressamente affermato di non volerlo che includerebbero manipolazione psicologica e violenza sessuale.

## Critiche
Al di là delle community di riferimento, il movimento dei "pick-up artist" è stato definito sessista, misogino e pseudoscientifico, spesso accusato di oggettificare le donne tramite stereotipi di genere nonché di normalizzare e promuovere le molestie sessuali e lo stupro.